# Cohoe
Cohoe is een plaats (census-designated place) in de Amerikaanse staat Alaska, en valt bestuurlijk gezien onder Kenai Peninsula Borough.

## Demografie
Bij de volkstelling in 2000 werd het aantal inwoners vastgesteld op 1168.

## Geografie
Volgens het United States Census Bureau beslaat de plaats een oppervlakte van
188,1 km², waarvan 180,6 km² land en 7,5 km² water.

## Plaatsen in de nabije omgeving
De onderstaande figuur toont nabijgelegen plaatsen in een straal van 32 km rond Cohoe.